# Opostega serpentina
Opostega serpentina is een vlinder uit de familie van de oogklepmotten (Opostegidae). De wetenschappelijke naam van de soort is voor het eerst geldig gepubliceerd in 1921 door Swezey.